# 美国驻荷兰大使列表
美国驻荷兰外交使团由位于海牙的大使馆和阿姆斯特丹的领事办公室组成。
1782年，约翰·亚当斯被任命为美国首任驻荷兰全权公使。根据美国国务院记载，同年荷兰正式承认美国为一个独立国家，并提供了至关重要的财政援助，显示出对这个新生国家的信心。来自荷兰共和国的这些贷款被称为“马歇尔计划的反向版”，是美国政府获得的首笔国际贷款。亚当斯在海牙的弗卢韦伦堡瓦尔18号（位于海牙中心区乌伊勒博门）购置了房产，作为首个美国大使馆。
当前的海牙美国大使馆馆舍于2018年1月29日正式启用。历任大使中包括前总统亚当斯和约翰·昆西·亚当斯、休·尤因将军及伊拉克事务特使保罗·布雷默等知名人士。
除大使馆外，库拉索设有美国驻库拉索总领事馆，负责处理荷兰王国加勒比地区的领事事务。该领事馆不隶属美国驻荷兰使团。
4月19日——约翰·亚当斯在海牙递交国书的日子——被总统罗纳德·里根指定为“荷兰美国友谊日”。

## 历任大使

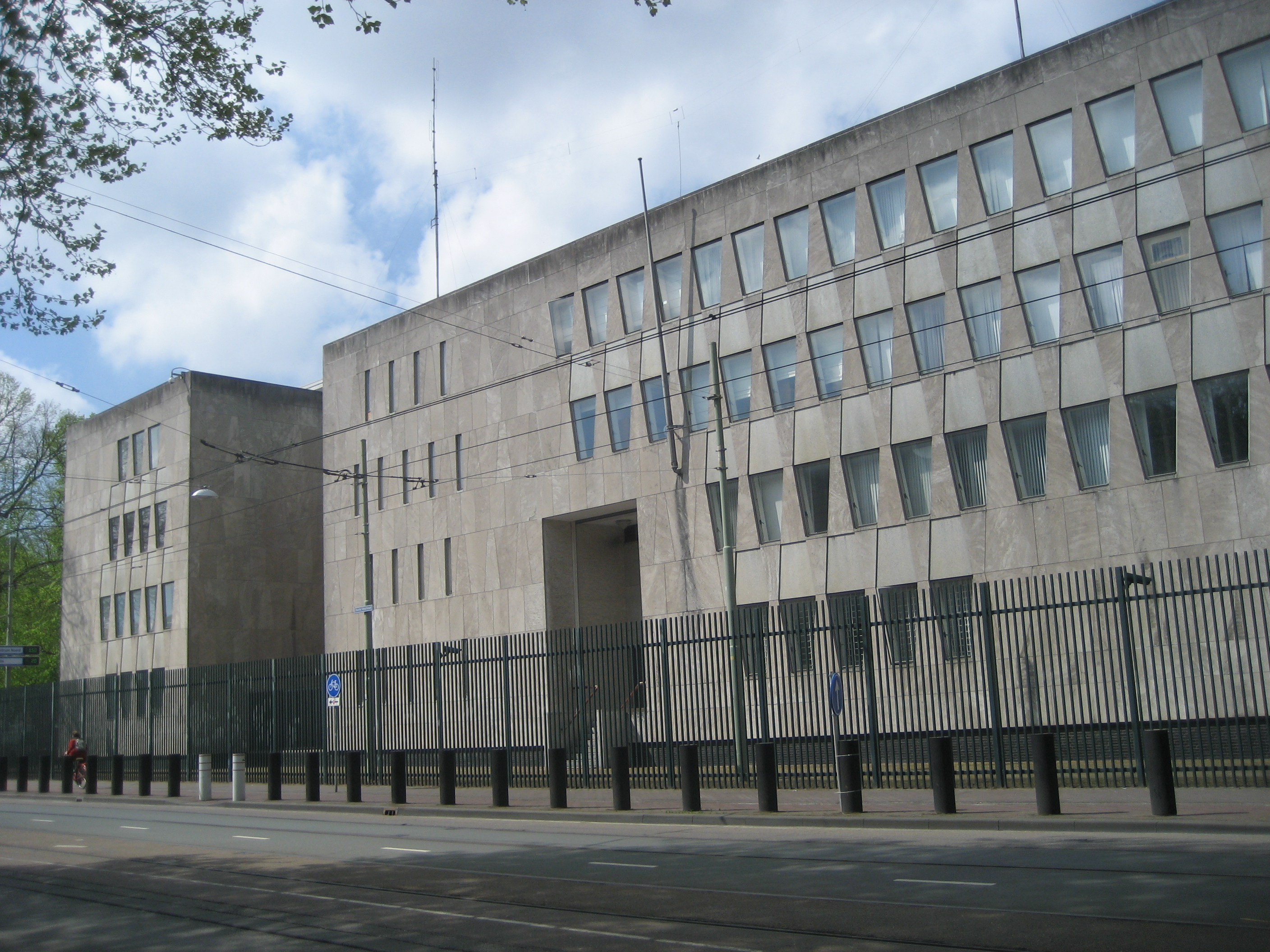
原美国驻海牙大使馆馆舍

| #  | 姓名                              | 职衔         | 就任日期       | 离任日期       |
| -- | --------------------------------- | ------------ | -------------- | -------------- |
| 1  | 约翰·亚当斯                       | 全权公使     | 1782年4月19日  | 1788年3月30日  |
| 2  | 威廉·利文斯顿                     | 全权公使     | [ 8 ]          | [ 8 ]          |
| 3  | 约翰·拉特利奇                     | 全权公使     | [ 8 ]          | [ 8 ]          |
| 4  | 威廉·肖特                         | 全权公使     | 1792年6月18日  | 1792年12月19日 |
| 5  | 约翰·昆西·亚当斯                  | 全权公使     | 1794年11月6日  | 1797年6月20日  |
| 6  | 威廉·万斯·默里                    | 全权公使     | 1797年6月20日  | 1801年9月2日   |
| 7  | 威廉·尤斯蒂斯                     | 特命全权公使 | 1815年7月20日  | 1818年5月5日   |
| 8  | 亚历山大·H·埃弗里特               | 临时代办     | 1819年1月4日   | 1824年4月7日   |
| 9  | 克里斯托弗·休斯                   | 临时代办     | 1826年7月10日  | 1830年1月28日  |
| 10 | 威廉·皮特·普雷布尔                | 特命全权公使 | 1830年1月28日  | 1831年5月2日   |
| 11 | 奥古斯特·达维扎克                 | 临时代办     | 1831年12月30日 | 1839年7月13日  |
| 12 | 哈曼努斯·布利克                   | 临时代办     | 1839年7月13日  | 1842年8月22日  |
| 13 | 克里斯托弗·休斯                   | 临时代办     | 1842年8月22日  | 1845年6月28日  |
| 14 | 奥古斯特·达维扎克                 | 临时代办     | 1845年6月28日  | 1850年9月16日  |
| 15 | 乔治·福尔瑟姆                     | 临时代办     | 1850年9月16日  | 1853年10月11日 |
| 16 | 奥古斯特·贝尔蒙特                 | 临时代办     | 1853年10月11日 | 1854年9月26日  |
| 16 | 奥古斯特·贝尔蒙特                 | 驻办公使     | 1854年9月26日  | 1857年9月22日  |
| 17 | 亨利·克鲁斯·墨菲                  | 驻办公使     | 1857年9月24日  | 1861年6月8日   |
| 18 | 詹姆斯·谢泼德·派克                | 驻办公使     | 1861年6月8日   | 1866年5月29日  |
| 19 | 丹尼尔·西克尔斯                   | 驻办公使     | [ 8 ]          | [ 8 ]          |
| 20 | 约翰·亚当斯·迪克斯                | 驻办公使     | [ 8 ]          | [ 8 ]          |
| 21 | 阿尔伯特·罗德斯                   | 临时代办     | 1866年10月19日 | 1866年12月1日  |
| 22 | 休·博伊尔·尤因                    | 驻办公使     | 1866年12月1日  | 1870年10月31日 |
| 23 | 约瑟夫·波默罗伊·鲁特              | 驻办公使     | [ 9 ]          | [ 9 ]          |
| 24 | 查尔斯·T·戈勒姆                   | 驻办公使     | 1870年12月15日 | 1875年7月9日   |
| 25 | 弗朗西斯·B·斯托克布里奇           | 驻办公使     | [ 10 ]         | [ 10 ]         |
| 26 | 詹姆斯·伯尼                       | 驻办公使     | 1876年3月29日  | 1882年4月20日  |
| 27 | 小威廉·刘易斯·戴顿                | 驻办公使     | 1882年9月26日  | 1885年6月8日   |
| 28 | 小艾萨克·贝尔                     | 驻办公使     | 1885年6月8日   | 1888年4月29日  |
| 29 | 罗伯特·罗斯福                     | 驻办公使     | 1888年8月10日  | 1888年9月26日  |
| 29 | 罗伯特·罗斯福                     | 特命全权公使 | 1888年9月26日  | 1889年5月17日  |
| 30 | 塞缪尔·R·塞耶                     | 特命全权公使 | 1889年5月24日  | 1893年8月7日   |
| 31 | 威廉·E·昆比                       | 特命全权公使 | 1893年8月11日  | 1897年7月26日  |
| 32 | 斯坦福·纽厄尔                     | 特命全权公使 | 1897年8月19日  | 1905年6月30日  |
| 33 | 大卫·杰恩·希尔                    | 特命全权公使 | 1905年7月15日  | 1908年6月1日   |
| 34 | 亚瑟·M·博普雷                     | 特命全权公使 | 1908年6月15日  | 1911年9月25日  |
| 35 | 劳埃德·布莱斯                     | 特命全权公使 | 1911年11月16日 | 1913年9月10日  |
| 36 | 亨利·范戴克                       | 特命全权公使 | 1913年10月15日 | 1917年1月11日  |
| 37 | 约翰·W·加勒特                     | 特命全权公使 | 1917年10月11日 | 1919年6月18日  |
| 38 | 威廉·菲利普斯                     | 特命全权公使 | 1920年4月23日  | 1922年4月11日  |
| 39 | 理查德·M·托宾                     | 特命全权公使 | 1923年5月1日   | 1929年8月29日  |
| 40 | 格里特·J·迪克马                   | 特命全权公使 | 1929年11月20日 | 1930年12月20日 |
| 41 | 劳里茨·S·斯文森                   | 特命全权公使 | 1931年4月29日  | 1934年3月5日   |
| 42 | 格伦维尔·T·埃米特                 | 特命全权公使 | 1934年3月21日  | 1937年8月21日  |
| 43 | 乔治·A·戈登                       | 特命全权公使 | 1937年9月10日  | 1940年7月16日  |
| 44 | 小安东尼·约瑟夫·德雷克塞尔·比德尔 | 特命全权公使 | 1941年3月27日  | 1942年5月8日   |
| 44 | 小安东尼·约瑟夫·德雷克塞尔·比德尔 | 特命全权大使 | 1942年5月8日   | 1943年12月1日  |
| 45 | 斯坦利·霍恩贝克                   | 特命全权大使 | 1944年12月8日  | 1947年3月7日   |
| 46 | 赫尔曼·B·巴鲁克                   | 特命全权大使 | 1947年4月12日  | 1949年8月26日  |
| 47 | 塞尔登·蔡平                       | 特命全权大使 | 1949年10月27日 | 1953年10月30日 |
| 48 | H·弗里曼·马修斯                   | 特命全权大使 | 1953年11月25日 | 1957年6月11日  |
| 49 | 菲利普·杨                         | 特命全权大使 | 1957年6月27日  | 1960年12月20日 |
| 50 | 约翰·S·赖斯                       | 特命全权大使 | 1961年5月6日   | 1964年5月27日  |
| 51 | 威廉·R·泰勒                       | 特命全权大使 | 1965年6月23日  | 1969年6月20日  |
| 52 | J·威廉·米登多夫二世               | 特命全权大使 | 1969年7月9日   | 1973年6月10日  |
| 53 | 金登·古尔德二世                   | 特命全权大使 | 1973年10月18日 | 1976年9月30日  |
| 54 | 罗伯特·J·麦克洛斯基               | 特命全权大使 | 1976年10月22日 | 1978年3月10日  |
| 55 | 杰里·M·约瑟夫                     | 特命全权大使 | 1978年9月6日   | 1981年6月17日  |
| 56 | 威廉·J·戴斯                       | 特命全权大使 | 1982年9月2日   | 1983年7月19日  |
| 57 | 保罗·布雷默                       | 特命全权大使 | 1983年8月31日  | 1986年8月25日  |
| 58 | 约翰·沙德                         | 特命全权大使 | 1987年6月24日  | 1989年2月23日  |
| 59 | 小C·霍华德·威尔金斯               | 特命全权大使 | 1989年7月13日  | 1992年7月11日  |
| 60 | K·特里·多恩布什                   | 特命全权大使 | 1994年3月16日  | 1998年7月28日  |
| 61 | 辛西娅·P·施耐德                   | 特命全权大使 | 1998年9月2日   | 2001年6月17日  |
| 62 | 克利福德·索贝尔                   | 特命全权大使 | 2001年12月6日  | 2005年8月24日  |
| 63 | 罗兰·阿诺尔                       | 特命全权大使 | 2006年3月8日   | 2008年3月7日   |
| 64 | 詹姆斯·卡伯特森                   | 特命全权大使 | 2008年7月10日  | 2009年1月20日  |
| 65 | 费伊·哈托格-莱文                  | 特命全权大使 | 2009年8月19日  | 2011年9月1日   |
| 66 | 蒂莫西·M·布罗斯                   | 特命全权大使 | 2014年3月19日  | 2016年2月12日  |
| 67 | 亚当·斯特林                       | 临时代办     | 2016年2月12日  | 2016年7月29日  |
| 68 | 肖恩·P·克劳利                     | 临时代办     | 2016年7月29日  | 2018年1月10日  |
| 69 | 彼得·霍克斯特拉                   | 特命全权大使 | 2018年1月10日  | 2021年1月17日  |
| 70 | 玛雅·弗鲁普                       | 临时代办     | 2021年1月17日  | 2022年7月4日   |
| 71 | 阿莱莎·伍德沃德                   | 临时代办     | 2022年7月4日   | 2022年10月18日 |
| 72 | 谢法利·拉兹丹·杜加尔              | 特命全权大使 | 2022年10月19日 | 2025年1月20日  |
| 73 | 马库斯·米凯利                     | 临时代办     | 2025年1月20日  | 现任           |